# Zhanqi (ort i Kina, Zhejiang Sheng, lat 29,74, long 121,82)
Zhanqi (kinesiska: 瞻岐, 瞻岐镇) är en ort i Kina. Den ligger i provinsen Zhejiang, i den östra delen av landet, omkring 170 kilometer öster om provinshuvudstaden Hangzhou. Antalet invånare är 32 616. Befolkningen består av 15 069 kvinnor och 17 547 män. Barn under 15 år utgör 8,0 %, vuxna 15-64 år 80 %, och äldre över 65 år 10,0 %.
Närmaste större samhälle är Dongqianhu, 19,1 km väster om Zhanqi. 
Genomsnittlig årsnederbörd är 1 981 millimeter. Den regnigaste månaden är juni, med i genomsnitt 355 mm nederbörd, och den torraste är januari, med 68 mm nederbörd.